# Ricard Lamote de Grignon i Ribas

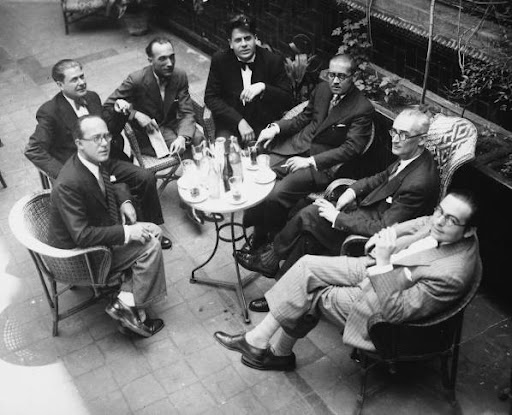
Unabhängige Komponisten Kataloniens (CIC). Von links nach rechts: Robert Gerhard, Agustí Grau, Joan Gibert Camins, Eduard Toldrà, Manuel Blancafort, Baltasar Samper und Ricard Lamote de Grignon. Auf dem Bild fehlt Frederic Mompou. (1931)

Ricard Lamote de Grignon i Ribas (* 25. September 1899 in Barcelona; † 5. Februar 1962 ebenda) war ein katalanischer Dirigent und Komponist. Er war der Sohn des Dirigenten Joan Lamote de Grignon.

## Leben und Werk
Ricard Lamote wurde seit seiner Kindheit von seinem Vater ausgebildet. Er setzte seine Ausbildung am Conservatori del Liceu fort. Dort studierte er Cello bei J. Raventós und bei Bernadí Gálvez sowie Klavier bei Joan Baptista Pellicer und Frank Marshall.
Seit seiner Kindheit wirkte er als Cellist beim Orquestra Simfònica del Gran Teatre del Liceu und beim Orquestra Simfònica de Barcelona mit. In der von seinem Vater reorganisierten Banda Municipal de Barcelona spielte er seit 1926 Schlagzeug und Tasteninstrumente. 1931 übernahm er das Orquestra Simfònica de Girona, mit dem er zusammen eine interessante Musikkultur entwickelte. 1939 wurde er bürgerkriegsbedingt aus seiner Position bei der Banda Municipal de Barcelona hinausgedrängt. Von 1942 bis 1948 lebte er in Valencia, wo er an der Gründung des Städtischen Orchesters mitwirkte und als stellvertretender Direktor unter der Leitung seines Vaters arbeitete. Er kehrte 1949 nach Barcelona zurück, wo er bis 1956 keine öffentliche Verantwortung im Bereich der Musik übernahm. 1957 wurde er zum stellvertretenden Leiter des Orquestra Municipal de Barcelona unter Eduard Toldrà ernannt. Diese Aufgabe füllte er bis zu seinem Tode im Februar 1962 aus.
Ricard Lamote war ein herausragender Komponist, der die Genres Bühnenmusik, Symphonie, Kammermusik und Kunstlied pflegte. Besonders hervorzuheben ist das szenische Werk Camí („Der Weg“), die komische Oper La cabeza del Dragón (1939, „Der Kopf des Drachen“) auf einen Text von Ramón del Valle-Inclán (1960 im Liceu von Barcelona uraufgeführt), die Kinderoper La Flor („Die Blume“), die Suite El rusc de l’abella reina (1928, „Der Bienenstock“) sowie die Ballette Un prat (1930, „Eine Wiese“), Somnis (1929, „Träume“) und Divertiments (1936, „Vergnügen“). Er komponierte zahlreiche Orchesterwerke von hoher Qualität. Er ist auch Autor von Joan de l’ós (1933) für Blasinstrumente, Solisten und Chor und des auf der Apokalypse basierenden symphonischen Gedichtes Enigmes (1933) sowie des unveröffentlichten Oratoriums für Solisten, Chor und Orchester El càntic dels càntics (1962, „Das Lied der Lieder“). Er schrieb sechs Sardanas für Cobla und erstellte orchestrale Transkriptionen verschiedener Werke von Frederic Mompou, Antoni Soler und Josep Serrano.
Lamote schuf eine Reihe didaktischer Systeme für den Musikunterricht und veröffentlichte das musikpädagogische Werk Síntesis de técnica musical (1948).
Ricard Lamote gehörte zur Gruppe der Compositors Independents de Catalunya (Gruppe der unabhängigen Komponisten Kataloniens), auch die Gruppe der Acht (Grup dels vuit) genannt.